# Independent (album)
Independent – trzeci album studyjny amerykańskiej grupy thrashmetalowej Sacred Reich, wydany w 1993 roku nakładem Metal Blade Records i Hollywood Records.

## Lista utworów
Opracowano na podstawie materiału źródłowego.
| Nr  | Tytuł utworu           | Muzyka                  | Długość |
| --- | ---------------------- | ----------------------- | ------- |
| 1.  | „Independent”          | Phil Rind               | 3:38    |
| 2.  | „Free”                 | Phil Rind               | 4:34    |
| 3.  | „Just Like That”       | Phil Rind, Jason Rainey | 5:42    |
| 4.  | „Supremacy”            | Phil Rind               | 2:37    |
| 5.  | „If Only”              | Wiley Arnett            | 3:46    |
| 6.  | „Crawling”             | Phil Rind, Dave McClain | 6:30    |
| 7.  | „Pressure”             | Phil Rind               | 2:47    |
| 8.  | „Product”              | Phil Rind               | 3:44    |
| 9.  | „I Never Said Goodbye” | Phil Rind               | 7:46    |
| 10. | „Open Book”            | Phil Rind, Dave McClain | 4:21    |
| 11. | „Do It”                | Phil Rind               | 2:24    |
|     |                        |                         | 47:49   |

## Twórcy
Opracowano na podstawie materiału źródłowego.
Muzycy:
- Phil Rind – śpiew, gitara basowa
- Dave McClain – perkusja
- Wiley Arnett – gitara prowadząca
- Jason Rainey – gitara rytmiczna

Produkcja:
- Dave Jerden, Sacred Reich - produkcja muzyczna
- Bryan Carlstrom – inżynieria dźwięku
- Paul Stottler – grafika na okładce